# 深発地震

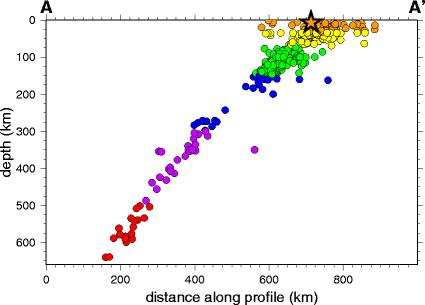
千島列島の震源断面図。太平洋側A'からオホーツク海側Aに向かって深くなるように深発地震面が分布する。
黄緑・青に着色されたのが稍深発地震、紫・赤に着色された震源が深発地震。

深発地震（しんぱつじしん、英: deep(-focus) earthquake）とは、地下深いところで発生する地震のことである。深発地震は原則として、深く潜り込むリソスフェア（スラブ）内部の性質変化に起因するスラブ内地震（英: intraslab earthquake）である。プレートテクトニクスの観点からは海洋プレート内地震（沈みこんだ海洋プレート内で起こる地震）に分類される。
観測史上震源が最も深い地震はUSGSがフィジーにおいて観測した深さ700 kmを超える地震とされており、日本においては小笠原諸島西方沖地震 (2015年)の余震である、震源の深さ751 kmが最も深い地震とされているがまだ詳しくは分かっていない。この地震は下部マントル内で発生したものと見られる。

## 定義
深発地震は震源の深さが深い地震であるが、明確な定義はない。だいたい深さ60 kmまでの地震を浅発地震（英: shallow-focus earthquake）、60 kmから200 kmまでの地震を稍（やや）深発地震（英: intermediate-depth earthquake）、200 km以深で発生する地震を深発地震という。深さ500 - 670 kmで深発地震が発生することは多いが、670 km以深ではほとんど発生しない。ただし、トンガ海溝や小笠原海溝などの特殊な地下構造となっている一部の地域では、これを上回る深さの深発地震も少数ながら発生している。
文脈によっては、沈み込む海洋プレート内（とくに、プレート間地震が起こらない、深さ数十 kmより深い場所）で発生する地震を深発地震と称することがある。たとえば芸予地震は、前者の定義では深発地震や稍深発地震には当たらないが、後者の定義では深発地震となる。

## メカニズム

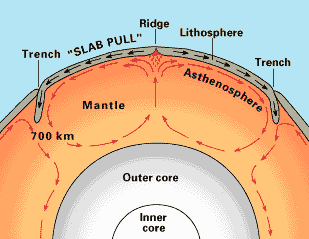
対流の概念図

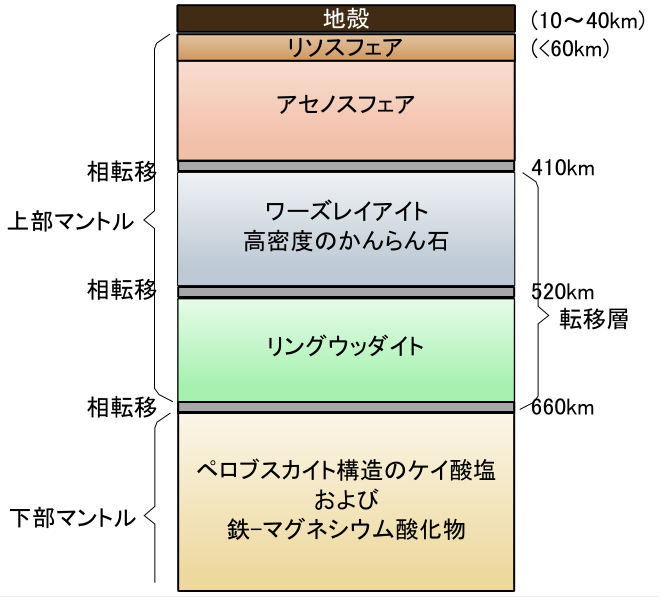
マントルの構造

深発地震はプレート沈み込み帯の地下深くで発生し、それ以外の場所では海嶺下やホットスポット周辺も含めてまったく発生しない。そのため、世界で深発地震が発生する場所は限られている。
地下において深発地震が発生する地帯は、緩やかなカーブを描いた面状に分布している。これを深発地震面という。深発地震面は、断面図上に震源分布をプロットしていくと現れる。これを1927年に初めて発見したのが和達清夫であった。1930年代には日本の地震学研究者の間では広く認知されていた。一方、欧米では同時期に米国のヒューゴー・ベニオフが観測結果から深発地震の存在を予見しており、1950年代に研究成果を挙げて学界でも広く認められた。当時は地震は深くても数十 kmほどまでの浅いところでしか発生しないと考えられており、この発見が地震研究にも大きな影響を与えた。以前は欧米を中心に深発地震面を「ベニオフ帯(Benioff Zone)」と呼んでいたが、近年は和達の功績を含めて「和達-ベニオフ帯」と呼ぶことが多い。
深発地震の存在が定説となった1930年代には、諸説あったものの、地上の地震が地殻のごく表面で起こるのに対して、地下にはスラブという固い岩盤が存在し、そこで断層運動が発生しているのではないかと考えられた（スラブ内地震）。また、地下300 km付近に深発地震の少ない地帯が存在することから、その上下を「稍深発」と「深発」に区分するようになった。
1960年代に支持されるようになったプレートテクトニクスでは、プレートが海溝に沈み込んだ後の様子を示す1つの証拠として深発地震面が用いられた。この理論によりプレートの運動が深発地震と結び付けられたことで、深発地震のメカニズムに関して新たな考察がなされた。
主なものとして、古いプレートのスラブは新しいものより温度が低いことが知られているが、この冷たく剛性の高いスラブが沈み込むことで深発地震が発生するという説が唱えられたが、スラブの性質変化と矛盾する部分があり、さらに温度変化との対応にも疑問が投げかけられたことから否定されている。ただし、この研究によって、深発地震面の下や隙間にも、深発地震を起こさないスラブが分布していることが分かった。
現在は、以下のような説が支持されている。プレートの収束型境界で一方のプレートが沈み込むと、周囲のマントルに比べて低い温度を保ち剛体としての性質をもったまま深さ670 kmまで沈み込む。しかしそこは遷移層と下部マントルの境界であり、これ以深では周囲のマントル密度が急激に増加するため、プレートがそれ以深に沈むことが難しくなり、スタグナントスラブが形成され、プレートが反ることになる。このためプレートに応力が加わり、プレートがそれに耐えられなくなったときに地震が発生する。
プレートの重みでプレートが引きちぎられるような力が加わると正断層地震に、スタグナントスラブにプレートが押し付けられるような力が加わると逆断層地震になる。深さ670 km付近では後者が、それより浅い場所（200 - 500 km程度）では前者が多い。

深発地震の震源は深さ500 - 670 kmに広く分布している。上部マントルを構成するかんらん石がおよそ500 km付近以深でスピネル型構造に、660 km付近以深でペロブスカイト構造に結晶構造の相転移を起こすことが知られており、鉱物の相転移が原因とする説が有力視されているが、丸山茂徳らの説を疑問視するものもあり、結論は出ていない。
このほかに、結晶質が非晶質化（アモルファス化）することが原因とする説、間隙水圧の上昇により脱水反応が起きてスラブの摩擦強度が低下すること（脱水不安定・脱水脆性化）が原因とする説がある。
このように複数の説がある背景には、沈み込み帯の深発地震面にもさまざまなタイプがあり、タイプによっては説明できない場合が生じるためである。

## 深発地震面の種類
二重深発地震面
東北日本（東日本）の太平洋側で顕著である。北海道・千島列島南部でもみられる。日本海溝と千島海溝南部に当たる。深発地震面に上面と下面があり、数十 kmの間をとってほぼ平行に並んでいる。上面では圧縮力が、下面では引っ張りの力が、それぞれ沈み込み方向と並行に存在して地震を発生させていると考えられている。斜めに沈み込んでいて、スタグナントスラブに対応する最深部の反り返りもよくわかる。ただし、東北日本では上面が更に2層に分かれており、上層で正断層型の地震が多発していることも分かっている。
断裂した深発地震面
ニューヘブリディーズ海溝・ペルー・チリ海溝で見られる。地表から300 km付近までに深発地震面があるが、それ以深では無くなり、600 km付近で再び現れる。スラブが断裂して存在するため、あるいはスラブはつながっているものの途中の部分で地震を発生させない何らかの原因があるため、と考えられている。なお、ペルー・チリ海溝では、上の深発地震面では引っ張りの力、下の深発地震面では圧縮力が働いている。
垂直な深発地震面
マリアナ海溝では、深発地震面が地下約100 km以深で垂直になり、ほぼまっすぐ地球の中心へと伸びている。
短い深発地震面
アリューシャン海溝では、地下200 - 300 km付近までしか深発地震面が存在しない。
また、西南日本に当たる南海トラフでも深発地震面は約100 kmまでしか存在しない。これは沈み込むフィリピン海プレートが（沈み込み始めてから）若いことが関係している。
深発地震は、P波が一度地表面で反射して伝わるpP波が明瞭である。P波とpP波の到達時間差から、震源の深さを概算することができる。深さ600 kmで発生した場合、陸上観測点との距離は最低でも600 kmあり、ある程度規模の大きな地震でなければ捉えられない。そのため、ふつう深発地震といえば比較的大規模なもの（マグニチュード6以上）を指す場合が多い。近年では地震計の性能向上などにより、小規模な深発地震も観測されている。
地震波は剛体であるプレート上を伝わりやすく、マントル中はやや伝わりにくい。そのため深発地震の震源からは、地震波は沈み込んでいるプレートに沿って斜め上方に伝わり、震源直上（震央）よりも、震央から離れた場所で大きな揺れとなる場合が多い。たとえば日本海やロシア沿海州の直下で発生した深発地震で、日本の東北地方太平洋側で有感となり、日本海側やロシアでは無感となる例が多数ある。
また、深発地震の地震波はすぐにマントル中を伝播する。マントルの地震波速度は大きく、Dziewonski & Anderson(1981)によれば、深さ600 kmでのP波速度は秒速10 kmである。これは地殻中のP波速度のおよそ2倍弱である。従って、比較的早く遠方に到達する。

## 異常震域
地震波の反射及び伝播速度の違い、地盤毎に異なる固有の共振周波数の違いなどにより震源の直上が最も強い揺れとならず、離れた地点で最も強い揺れを観測することがあり、この現象を異常震域と呼ぶ。日本周辺の深発地震では、オホーツク海南部や日本海を震源とする地震で異常震域を観測しやすい。2006年に発生した大分県西部地震や2008年に発生した岩手県沿岸北部地震では強い揺れと異常震域を観測している。

## 深発地震の例
日本国内は気象庁、日本国外はアメリカ地質調査所の記録による。Mjは気象庁マグニチュード、Mwはモーメントマグニチュード、Mbは実体波マグニチュード。
- 1906年1月21日：日本 熊野灘 - M 7.6、深さ350 km
- 1911年9月6日：ロシア サハリン南方沖 - M 7.1、深さ350 km
- 1965年10月26日：日本 国後島付近 - Mj 6.8、深さ160 km[5]
- 1970年7月31日：コロンビア - Mw 8.0、深さ645 km（コロンビア地震）
- 1984年
  - 1月1日：日本 三重県南東沖 - Mj 7.0、深さ388 km[5]
  - 3月6日：日本 鳥島近海 - Mj 7.6、深さ452 km[5]
- 1993年1月15日：日本 釧路沖 - Mj 7.5、深さ101 km[5]（釧路沖地震）
- 1994年6月8日：ボリビア - Mw 8.2、深さ630 km（ボリビア深発地震）
- 1999年4月8日：ロシア ウラジオストク付近 - Mj 7.1、深さ633 km[5]、Mb6.5、深さ576 km
- 2000年8月6日：日本 小笠原諸島西方沖 - Mj 7.2、深さ445 km[5]（小笠原諸島西方沖地震）
- 2001年7月3日：アメリカ マリアナ諸島周辺 - Mj 6.7、深さ377 km[5]、Mw 6.5、深さ298 km
- 2002年6月29日：ロシア ウラジオストク付近 - Mj 7.0、深さ589 km[5]、Mw 7.3、深さ567 km
- 2004年7月25日：インドネシア スマトラ島沖 - Mw 7.3、深さ576 km（スマトラ島沖地震）
- 2006年11月13日：アルゼンチン内陸部 - Mw 6.8、深さ548 km
- 2009年8月9日：日本 東海道南方沖 - Mj 6.8、深333 km[5]、Mw 7.0
- 2010年
  - 2月18日：中国・ロシア・北朝鮮国境 - Mw 6.9、深さ578 km[6]
  - 7月23日：フィリピン ミンダナオ島 - Mw 7.6、深さ578 km[6]
  - 7月23日：フィリピン ミンダナオ島 - Mw 7.5、深さ641 km[6] 上記地震の25分後に発生。
  - 8月12日：エクアドル Mw7.1、深さ207 km[6]
  - 11月30日：日本 小笠原諸島西方沖 - Mj 7.1、深さ494 km[5][7]・477 km[6]（小笠原諸島西方沖地震）
- 2011年
  - 1月1日：アルゼンチン サンティアゴ・デル・エステロ - Mw 7.0、深さ577 km[8]
  - 1月18日：パキスタン南西部 - Mw 7.2、深さ68 km[8]
  - 4月23日：ソロモン諸島 - Mw 6.8、深さ79 km[8]
  - 8月24日：ペルー北部 - Mw 7.0、深さ147 km[8]
  - 8月30日：バンダ海 - Mw 6.9、深さ470 km[8]
  - 9月2日：アルゼンチン サンティアゴ・デル・エステロ - Mw 6.7、深さ579 km[8]
  - 9月3日：バヌアツ - Mw 7.0、深さ185 km[8]
  - 9月15日：フィジー諸島 - Mw 7.3、深さ645 km[8]
  - 11月8日：台湾北東部 - Mw 6.9、深さ225 km[8]
  - 12月14日：パプアニューギニア東部 - Mw 7.1、深さ141 km[8]
- 2012年
  - 1月1日：日本 鳥島近海 - Mj 7.0、深さ397 km[5][9]・365 km[10]
  - 4月17日：パプアニューギニア東部 - Mw 6.8、深さ198 km[10]
  - 5月28日：アルゼンチン サンティアゴ・デル・エステロ - Mw 6.7、深さ587 km[10]
  - 8月14日：オホーツク海南部 - Mw 7.7、Mj 7.3、深さ654km[5]・626 km[10]（オホーツク海南部深発地震）
  - 9月30日：コロンビア - Mw 7.3、深さ170 km[10]
- 2013年5月24日：オホーツク海 - Mj 8.3[5]、Mw 8.3、深さ598 km（気象庁[5]）・608.9 km（USGS[11]）（オホーツク海深発地震）
- 2014年
  - 5月5日：日本 伊豆大島近海 - Mj 6.0、深さ162 km[12][13]（伊豆大島近海地震）
  - 5月28日：アルゼンチン サンティアゴ・デル・エステロ - M6.7、深さ587 km[10]
- 2015年5月30日：日本 小笠原諸島西方沖 - Mw 7.9、Mj 8.1、深さ681 km（小笠原諸島西方沖地震）[注 5]後に、この地震の余震の震源は深さ751 kmで発生した可能性があることが判明した[15][16][注 6]。
- 2018年8月19日：フィジー諸島 ‐ Mw 8.2、Mj 8.2、深さ570 km[18]
- 2019年7月28日：日本 三重県南東沖　Mj6.6、深さ393 km、震源から600 km離れた宮城県丸森町で震度4を観測する異常震域が観測された[19][20]
- 2020年4月18日：日本 小笠原諸島西方沖 - M6.9、深さ490 km
- 2024年7月8日：日本 小笠原諸島西方沖 - M6.3、深さ530km
- 2024年7月11日：フィリピン ミンダナオ島 - M7.1、深さ620km
- 2024年8月10日：日本 オホーツク海南部 - M6.8、深さ490km

## 揺れの強い地震・被害
日本ではマグニチュード6以上の深発地震は、年間に4 - 5回程度発生している。
2019年現在では、緊急地震速報は150 km以深の地震については一般向けに対象から除外している。これは大きな揺れに結びつく可能性が低く震度の予測も難しいためとされている。高度利用者向けでも震度予測に関しては発報されていない。
やや深発地震（200 km以浅）では、浅発地震（60 km以浅）と比較し同じマグニチュードならば被害は少ないが、マグニチュード7規模以上の地震となると地表でも強い揺れとなり、被害を生じさせることがある。なお津波については今村明恒・飯田汲事や羽鳥徳太郎の研究によると、100 km以深の地震によって津波が発生することはほぼないと考えられている。
1993年1月15日に発生した釧路沖地震（深さ101 km、Mj 7.5）では、釧路市で最大震度6の烈震を、半径約150 kmの広範囲で震度5の強震を記録し、死者2名・負傷者966名、全壊53棟・半壊254棟・一部損壊5311棟、その他51棟の被害が報告されている。また、2011年4月7日に発生した宮城県沖地震（深さ66 km、Mj 7.2）では最大震度6強の揺れとなり、死者4名を出したほか広域停電も発生している。
この他、死者は出ていないものの強い揺れになった例として2005年7月23日に発生した千葉県北西部地震（深さ73 km、Mj 6.0）があり、東京都で最大震度5強を観測し関東地方南部の各地で停電やエレベーター閉じ込め事故などが発生した。さらに、2014年5月5日に発生した伊豆大島近海地震（深さ162 km、Mj 6.0）では150 km以深でありながら、東京都で最大震度5弱の地震を観測している。さらに2015年5月30日に発生した小笠原諸島西方沖地震（深さ681 km、Mj 8.1）では、小笠原諸島、神奈川県二宮町で震度5強を観測したほか、全都道府県で震度1以上を観測し、関東地方を中心に停電、エレベーターの緊急停止による高層難民、交通機関の麻痺などの大きな影響が出た。
深さ数百 kmの深発地震で被害を生じることは稀であるが、1994年6月8日のボリビア深発地震（深さ631 km、Mw 8.2）では、震源の深さが極めて深かったにもかかわらず死者10人の被害があった。また、カナダでも有感となったとの記録がある。

## 浅発地震との関連性
日本付近で発生する幾つかの深発地震は、浅発地震の前兆となっている可能性を指摘する研究者も少数ながら存在する。

### 関東地方
太平洋プレートの沈み込みにより発生する飛騨地方のM5以上の稍深発地震と関東地方の40 kmから70 kmの深さで発生するM5.5以上の地震には、有意な相関が認められる。

### 十勝沖地震
1952年と2003年の地震ではM8クラスの本震の発生に先立って、プレートのもぐり込み先を震源とする深発地震が増加していた。